# Stereolab

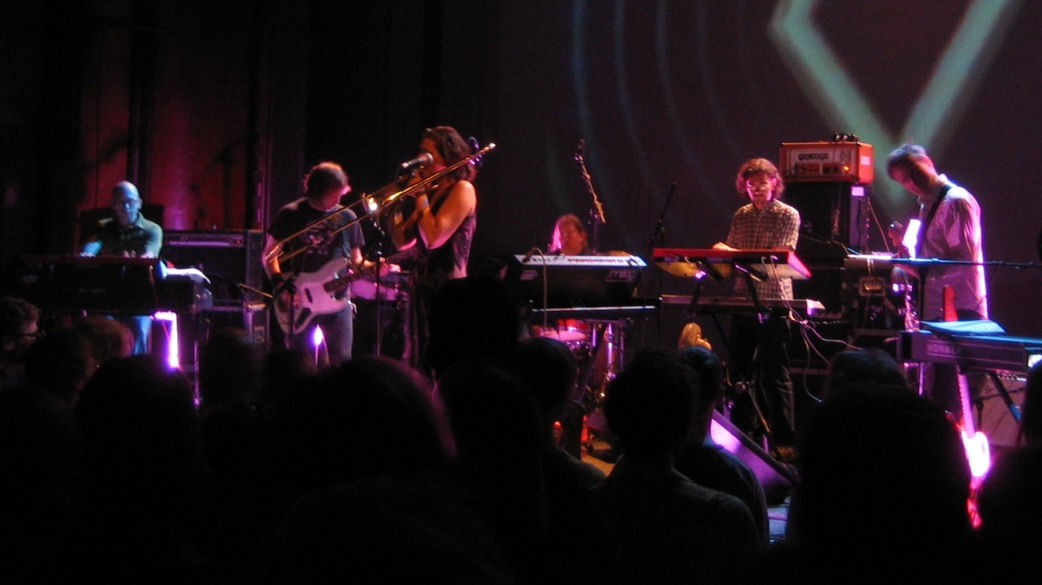
Stereolab in 2005

Stereolab is een Engelse indierock-groep, geformeerd in 1990. De band werd opgericht door Tim Gane (gitaar, keyboards) en Laetitia Sadier (zang, gitaar, keyboards) die ook verantwoordelijk waren voor de meeste nummers en lange tijd een koppel waren. In 2002 overleed bandlid Mary Hansen (achtergrondzangeres, keyboard, gitaar) nadat ze op haar fiets werd aangereden in Londen. Het album Margerine Eclipse is opgedragen aan haar. Na de tournee rond het album Chemical Chords (2008) besloot de band een pauze in te lassen. In 2019 keerden ze terug. In 2025 kwam een nieuw studioalbum uit onder de naam Instant Holograms on Metal Film.

## Discografie

### Albums
- 1992 - Peng!
- 1993 - Transient Random-Noise Bursts With Announcements
- 1994 - Mars Audiac Quintet
- 1996 - Emperor Tomato Ketchup
- 1997 - Dots and Loops
- 2000 - Cobra and Phases Group Play Voltage in the Milky Night
- 1991-2001 - ABC Music
- 2001 - Sound-Dust
- 2004 - Margerine Eclipse
- 2006 - Fab Four Suture
- 2008 - Chemical Chords
- 2010 - Not Music
- 2025 - Instant Holograms on Metal Film

### Ep's
- 1991 - Super 45
- 1991 - Super Electric
- 1992 - Low-Fi
- 1993 - Crumb Duck
- 1993 - Jenny Ondioline
- 1993 - Space Age Batchelor Pad Music
- 1994 - Ping Pong
- 1994 - Wow and Flutter
- 1995 - Music for the Amorphous Body Study Center
- 1996 - Fluorescences
- 1996 - Cybele's Reverie
- 1997 - Simple Headphone Mind
- 1998 - The Free Design
- 2000 - The First of the Microbe Hunters
- 2001 - Captain Easychord
- 2003 - Instant 0 in the Universe

### Compilaties
- 1991 - Switched On
- 1995 - Refried Ectoplasm : Switched On, Vol. 2
- 1998 - Aluminum Tunes : Switched On, Vol. 3
- 2002 - ABC Music : The Radio 1 Sessions
- 2005 - Oscillons from the Anti-Sun
- 2006 - Serene Velocity : A Stereolab Anthology